# Kingsburg (Spiel)
Kingsburg ist ein zunächst 2007 bei Stratelibri in Italien erschienenes Brettspiel von Andrea Chiarvesio und Luca Iennaco. Die deutsche Ausgabe erschien bei Truant. 2011 erschien eine Neuauflage beim Heidelberger Spieleverlag.

## Inhalt
- 1 Spielbrett
- 5 Provinzkarten
- 21 W6-Würfel: 6× weiß, je 3× gelb, grün, blau, rot und schwarz
- 15 Spielsteine (runde Scheiben): je 3× gelb, grün, blau, rot und schwarz
- 1 Marker „Gesandter der Königs“
- 20 Marker „+2“
- 60 Warenwürfel:
  - 25× Gold (gelb)
  - 20× Holz (braun)
  - 15× Stein (grau)
  - 85 Marker „Gebäude“: je 17× gelb, grün, blau, rot und schwarz
- 1 Jahreszeiten-Marker (runde violette Scheibe)
- 1 Jahres-Marker (runde violette Scheibe)
- 25 Karten „Feinde“, je 5× I, II, III, IV und V
- Spielregel (8 quadratische Seiten)

## Beschreibung
Die Spieler sind vom König des Fantasyreichs von Kingsburg für 5 Jahre zu Gouverneuren kürzlich hinzugewonnener Provinzen ernannt worden. Ihr Ziel ist es diese aufzubauen und gegen an den Grenzen lauernde Feinde zu verteidigen. Dazu erhält jeder Spieler eine Provinzkarte, die Würfel und Spielsteine sowie Gebäudemarker seiner Farbe. In jedem Jahr durchlaufen die Spieler nacheinander die acht Phasen.
In der ersten Phase ist der König gnädig und schenkt dem Gouverneur, dessen Provinz zurückliegt einen weißen Würfel. Diesen kann der Spieler in der zweiten Phase – dem Frühling – zusammen mit seinen eigenen Würfeln nutzen, um königliche Berater, die Königin oder den König zu beeinflussen. Dazu würfeln alle Spieler mit ihren Würfeln und ermitteln die Zugreihenfolge, wobei der Spieler mit der niedrigsten Würfelsumme Startspieler wird und der Spieler mit der höchsten Summe der letzte Spieler wird. Anschließend versuchen die Spieler nacheinander die Berater zu beeinflussen und setzen beliebig viele Würfel auf das Feld eines Beraters dessen Wert exakt der Summe der eingesetzten Würfel entspricht. Dies geschieht reihum so lange bis kein Spieler mehr Würfel hat, die er einsetzen kann. Da jeder Berater nur von einem Spieler und auch nur einmal beeinflusst werden kann, kann es auch vorkommen, dass Würfel nicht eingesetzt werden können. Haben alle Spieler ihre Würfel eingesetzt oder gepasst, erhalten sie die Hilfe der Berater. Dies können Siegpunkte, Soldaten, Warensteine, Handelsmöglichkeiten oder "+2"-Marker sein. Letztere können in späteren Runden genutzt werden um die Würfelsumme um 2 zu erhöhen, um einen höherrangigen Berater zu beeinflussen. Mit erhaltenen Waren können die Spieler anschließend ihre Provinz ausbauen und genau 1 Gebäude bauen um Siegpunkte, Vorteile im Kampf gegen die äußeren Feinde oder andere Möglichkeiten zu erhalten. In der dritten Phase ehrt der König den besten Gouverneur mit einem Siegpunkt. In der vierten Phase – dem Sommer – wird wie im Frühling verfahren. In der fünften Phase versucht der König dem Spieler mit der unterentwickeltesten Provinz zu helfen, indem er ihm einen Gesandten schickt. Dieser ermöglicht es dem Spieler in den nächsten 3 Produktionsphasen entweder einen Berater zu beeinflussen, der schon von einem anderen oder bereits von ihm selber beeinflusst ist oder statt einem zwei Gebäude zu bauen. Die 6. Phase – der Herbst – dient wie der Frühling und der Sommer der Produktion. In der 7. Phase gilt es dann Soldaten zu rekrutieren, indem für jeden Soldaten zwei Waren bezahlt werden. Denn in der 8. Phase – dem Winter – müssen sich die Gouverneure der äußeren Bedrohung durch Orks, Goblins, Zombies, Barbaren, Dämonen oder einem Drachen stellen, die von Jahr zu Jahr stärker werden. Denn haben sie im ersten Jahr nur eine Stärke zwischen 2 und 4, so haben sie am Ende des Spiels eine Stärke von 7 bis 9. Zwar unterstützt auch der König die Gouverneure beim Kampf, seine Einsatz ist aber würfelabhängig. Ist die Kampfstärke eines Gouverneurs höher als die des Feindes gewinnt er die auf der Karte angezeigte Kriegsbeute. Das können Siegpunkte und/oder einzelne Waren sein. Ist dagegen der Feind stärker, erleidet der Gouverneur einen Verlust, der zumeist deutlich höher als ein potentieller Gewinn ist und vom Verlust mehrerer Waren – sofern er sie hat – und einem Haus – wobei immer das wertvollste Gebäude zerstört wird – bis zum Verlust von 8 Siegpunkten bei der Niederlage gegen Barbaren reichen kann. Sind beide Parteien gleich stark passiert nichts. Anschließend gehen alle Soldaten nach Hause und ein neues Jahr beginnt. Nach dem fünften und letzten Kampf endet das Spiel und der Spieler mit den meisten Siegpunkten gewinnt. Gibt es einen Gleichstand, zählen zunächst die verbliebenen Waren und dann die Zahl der noch vorhandenen Gebäude.

## Sonderregel für das Zweipersonenspiel
Zu Beginn jeder Produktionsphase wird mit 3 Würfeln einer neutralen Farbe gewürfelt und der Berater blockiert dessen Wert der Würfelsumme der drei Würfeö entspricht. Anschließend wird mit zwei Würfeln einer anderen neutralen Farbe ein weiterer Berater blockiert. Sind die Würfelsummen der 3 und 2 Würfel gleich, werden die beiden letzten Würfel auf 2 Berater verteilt – es sei denn, es wurde ein Pasch gewürfelt, dann wird nur ein Würfel eingesetzt.

## Auszeichnungen
- 2008: Nominiert für den International Gamers Award,  in der Kategorie „General Strategy Games“ (allgemeine Strategiespiele) – Multiplayer
- 2008: Nominiert für den Juego del Año

## Einsatz bei Meisterschaften
- 2009 wurde es in der Qualifikation zur Deutschen Mannschaftsmeisterschaft im Brettspiel gespielt.

## Erweiterungen
- 2009 erschien „Kingsburg – Die Erweiterung des Königreiches“